# Parona
Parona (spesso chiamata anche Parona Lomellina per distinguerla dall’omonima località veronese, Paròna o Parùna in dialetto lomellino) è un comune italiano di 1 869 abitanti della provincia di Pavia in Lombardia. Si trova nella Lomellina settentrionale, nella pianura tra l'Agogna e il Terdoppio.

## Storia

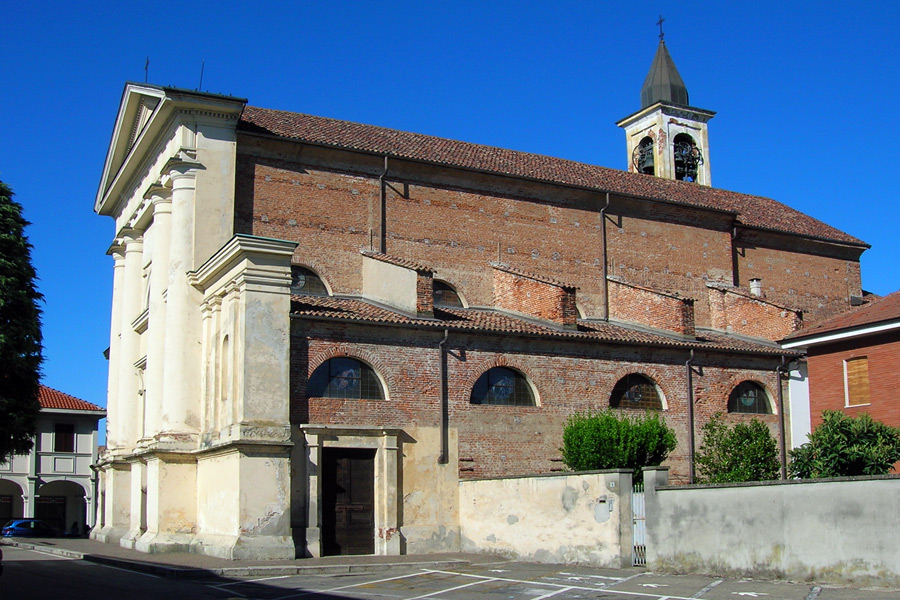
La chiesa parrocchiale

Parona, appartenente nell'alto medioevo al Contado di Lomello, fu definitivamente assegnata a Pavia nel 1164, con diploma di Federico I. Divenne poi signoria dei Tornielli, famiglia che fu poi per secoli la maggiore proprietaria nel comune, regolarmente infeudata in epoca viscontea. Successivamente risultano feudatari di Parona i Visconti Borromeo e dal 1651 gli Stampa di Milano, per il matrimonio di Anna Visconti con Girolamo Stampa; infine, ereditata Parona dalla figlia Camilla, il feudo passa al marito Filippo Archinto, che nel 1707 è nominato Marchese di Parona. I suoi discendenti reggono il feudo fino all'abolizione del feudalesimo nel 1797. Nel 1713 Parona, con tutta la Lomellina, passa sotto i Savoia, e nel 1859 è incluso nella provincia di Pavia.

### Simboli
Lo stemma e il gonfalone del comune sono stati concessi con decreto del presidente della Repubblica del 12 marzo 2004.
Il gonfalone è un drappo troncato di azzurro e di giallo.

## Società

### Evoluzione demografica
Abitanti censiti

## Cultura

### Cucina
Il paese è noto soprattutto per il suo biscotto tipico, le "Offelle". La ricetta del dolce, inventato alla fine dell'Ottocento, è oggi gelosamente custodita. Dal 1969 ogni anno, la prima domenica di ottobre, l'Offella è la protagonista di una festa con spettacoli musicali, luna-park e la parata dei carri allegorici.
La ricetta è esclusiva, poiché solo chi le produce ne è a conoscenza, e non verrà mai rivelata.
Ne esistono molte variazioni e ricette diverse, poiché esistono molteplici aziende che le producono.
Una vera e propria tradizione, dovuta ad un biscotto, che lega un intero Paese.

## Infrastrutture e trasporti

### Ferrovie
- Parona Lomellina è collegata a Milano dalla stazione di Parona Lomellina, situata sulla ferrovia Milano-Mortara.

## Sport

### Basket
Il comune di Parona era rappresentato nei campionati della Federazione Italiana Pallacanestro dalla società "Blue Eagles", militante nella prima divisione 2013/2014 della provincia di Pavia.